# ألزاماي
ألزاماي (بالروسية: Алзамай) هي إحدى مدن روسيا في الكيان الفدرالي الروسي إركوتسك أوبلاست.